# (8721) AMOS
(8721) AMOS (1996 AO3) – planetoida z pasa głównego asteroid okrążająca Słońce w ciągu 7,75 lat w średniej odległości 3,91 au. Odkryta 14 stycznia 1996 roku.